# Passions (livre)
Passions est un livre autobiographique écrit par Nicolas Sarkozy et publié le 27 juin 2019.

## Livre

### Contexte
Précédemment à cette publication, Nicolas Sarkozy a déjà publié de nombreux livres, notamment avant son élection à la présidence de la République en 2007. Battu au second tour de l’élection présidentielle de 2012 par François Hollande, l'ex-Président dresse, quatre ans plus tard, le bilan de son quinquennat dans un premier livre d'expérience politique (La France pour la vie) mais qui reste encore engagé politiquement car l'auteur formule quelques propositions pour permettre à la France d'affronter les « défis de demain »,. Son avant-dernier ouvrage, toujours à vocation politique et également publié en 2016, s'intitule Tout pour la France. L'auteur y annonce sa candidature à l'élection présidentielle 2017 et présente les cinq axes de sa campagne sous forme de défis à affronter : « la vérité, l'identité, la compétitivité, l'autorité et la liberté ».
Ce livre, publié en juin 2019, est écrit dans un contexte différent par l'ancien chef d'État, car celui-ci a déclaré à plusieurs reprises se retirer de la vie politique. Ce livre est présenté par la presse comme l'éventuel premier tome d'un ouvrage autobiographique. Il précède Le Temps des tempêtes, publié en 2020.

### Contenu
Selon son auteur, ce livre évoque sa vie, « sans ordre chronologique, sans souci, sans arrière-pensée politique » qu'il reconnait avoir passé avec passion et un besoin d'engagement au niveau politique sans « enjoliver son propos » et désire exprimer une « profonde reconnaissance » envers chaque Français, notamment en ce qui concerne son passage à la tête du pays .
Dans ce premier tome, Nicolas Sarkozy évoque son parcours politique en commençant par une réunion politique à Nice en 1975, puis sa rencontre avec Jacques Chirac, alors Premier ministre. L'auteur évoque également sa vie privée, sa deuxième épouse Cécilia Albéniz et sa rencontre avec Carla Bruni.

## Ventes
En un mois, Nicolas Sarkozy est parvenu à vendre 213 000 exemplaires de son livre, faisant ainsi mieux que ses deux précédents livres sortis tous les deux, en 2016.
Près de 300 000 exemplaires sont vendus selon différentes sources en mars 2020[réf. nécessaire].
| Classement                  | Nombre d'ouvrages classés | Meilleur classement | Semaines de présence | Entrée     | Sortie |
| --------------------------- | ------------------------- | ------------------- | -------------------- | ---------- | ------ |
| Palmarès Pro                | NC                        | 1re (3 semaines)    | 10                   | 24/06/2019 | NC     |
| Top 50 essais et références | 50                        | 1er (10 semaines)   | 10                   | 24/06/2019 | NC     |

## Accueil et critiques
Selon Les Inrockuptibles, le livre de l'ancien président de la République présente un certain nombre d'« ambiguïtés » et Julien Rebucci, rédacteur de cette critique, considère que l'auteur semble épargner peu de monde dans la vie politique, malgré son affirmation de n'avoir « aucune haine pour quiconque ». Il remarque également qu'il n'évoque les affaires qui le concernent que « de manière détournée ».
Le site du journal Libération présente ce livre en évoquant « le ton acide et affectif » de son auteur. Le journaliste Christophe Forcari, auteur de cette critique, ne considère pas l'ouvrage comme un livre de mémoires et « encore moins un livre de réflexions politiques ». Il remarque que l'auteur « passe sous silence dans ce livre les poursuites judiciaires dont il fait l’objet », en ajoutant que l'ancien président « ne s'interdit rien ».
Le ton de l'essayiste Maxime Tandonnet, chroniqueur sur le site du Figaro et ancien conseiller de Nicolas Sarkozy, est nettement moins acerbe. Celui-ci affirme que « la richesse de ce livre tient dans son authenticité », en soulignant la franchise de son auteur. Maxime Tardonnet considère également que l'ouvrage constituera plus tard, pour les historiens chargés d'étudier cette époque, « une mine d’informations sur les coulisses des événements », soulignant en guise de conclusion que le message délivré dans le livre de l'ancien président n'est « ni à l’optimisme ni à la béatitude ».

## Édition
- Paris, Éditions de l'Observatoire (Groupe Humensis), 2019